# Luoghi di Dragonlance

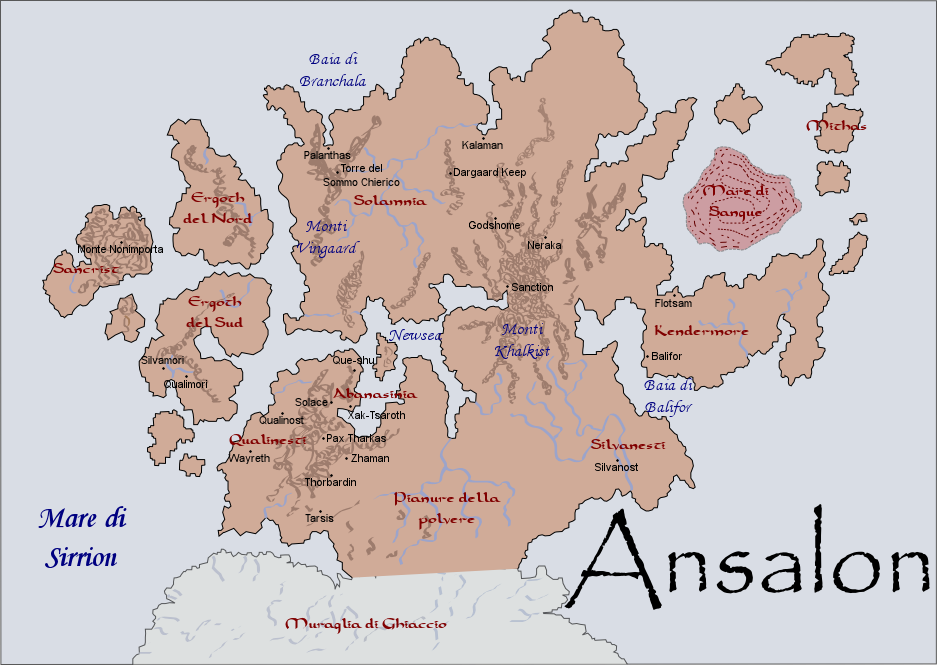
Un'immagine del continente diAnsalon, come si presenta nellEra della disperazione, con indicate le principali città

 Pagina che racchiude la descrizione dei luoghi fondamentali e delle città della saga fantasy Dragonlance.

## A

### Adlatum
È il terzo continente di Krynn. È situato a nord-ovest di Ansalon. Di Adlatum si sa poco, appare su due mappe ed è brevemente accennato al fianco di Taladas e Ansalon nel libro in lingua originale "The Dragons of Krynn". Da fonti non ufficiali del sito di Dragonlance Nexus, si dice che fosse un continente delle dimensioni di Taladas, che si squarciò in due quando la grande onda, creata dall'impatto della montagna di fuoco con il mondo, allagò permanentemente le pianure e le valli centrali del continente.

## B

### Balifor
Città portuale situata nell'estremo Nord-Est del continente di Ansalon. I compagni vi passeranno qualche tempo prima di partire per Flotsam, e qui si aprirà una delle parentesi più felici della loro avventura: su iniziativa di Raistlin, infatti, essi metteranno su una vera e propria compagnia di spettacoli che delizierà per qualche tempo la città occupata dalle truppe nemiche, riunendosi alla taverna Al Porco e al Fischio. Sarà qui a Balifor, inoltre, che Goldmoon comincerà la propria opera di diffusione della fede nei veri dèi in tutto il mondo.

## D

### Daltigoth
Località dove si trovava la Torre dell'Alta Stregoneria di Daltigoth

### Dargaard Keep
Dimora di Lord Soth, Dargaard Keep è una possente rocca inespugnabile che si erge sui Monti Dargaard, al confine tra il Nightlund e l'Estwilde, nell'area più settentrionale di Ansalon. Questo castello arroccato sulle montagne è stato scelto come eterna dimora dal suo antico abitatore, condannato a passarvi buona parte dell'eternità per mondare il suo orrendo peccato: Lord Soth ha poi permesso a Kitiara, la Signora delle Tenebre, di trasferirvisi per condurre la guerra su Ansalon, e molti dei suoi capitani più fedeli l'hanno seguita in questa nuova dimora. Non è facile, però, resistere a lungo tra le mura di pietra della rocca maledetta: il terribile canto che accompagna infatti le notti di Lord Soth, e che le accompagnerà ancora per molti secoli, non è facile da sopportare nel cuore della notte, tanto che perfino Lord Ariakas e la stessa Kitiara ne rimarranno ampiamente sconvolti.
Quando Soth divenne il signore di uno dei domini di Ravenloft ("Sithicus", ovvero "terra di spettri" nella lingua elfica) venne creata in questo una versione deforme della rocca, chiamata Nedragaard Keep.

## F

### Flotsam
Quartiere dell'armata dei Draghi blu durante la Guerra delle Lance, la città portuale di Flotsam, il cui nome significa "relitti galleggianti", è rinomata per le sue locande di bassa qualità e per il gran numero di mercenari che possono essere trovati. È sostanzialmente un paradiso per i ladri e per ogni genere di malfattore.

## G

### Godshome
Godshome, la "casa degli dei", è una valle nascosta fra i Monti Khalkist, a poca distanza dall'odiosa Neraka: il passaggio in questa piccola valle è possibile solo attraverso uno stretto cunicolo, di cui pochi conoscono l'esatta ubicazione. Gli Eroi vi giungono durante la Guerra delle Lance guidati dal saggio Fizban, e qui assistono alla definitiva dipartita di quest'ultimo e del vecchio Flint Fireforge, stroncato da un attacco cardiaco.

## H

### Haven
Haven è una piccola cittadina a circa 135 chilometri da Solace, che vive soprattutto di agricoltura e di commercio: i suoi cittadini, comunque, ne sono abbastanza fieri da averla dichiarata Signoria, e da pensare che essa possa addirittura rivaleggiare con la bellezza di Palanthas (il tutto, naturalmente, perché nessuno di loro ha mai visto Palanthas nemmeno da lontano).
È ad Haven che un giovanissimo Raistlin Majere riesce a sconfiggere la setta menzognera dei Belzoriti, dando luogo ad una serie di eventi che permetterà ad un nuovo gruppo religioso di insediarvisi, il Consiglio dei Cercatori.

## I

### Istar
Ci fu un tempo, trecento anni prima delle vicende narrate nelle Cronache, in cui Istar era la città favorita dagli dei. Là i chierici passeggiavano per lo sfarzoso Tempio di Paladine, indossando tonache intessute d'oro, dormendo nelle stanze più lussuose di tutto Krynn e deliziandosi al suono dei canti delle Figlie di Mishakal, venute dai lontani regni elfici. La città non conosceva problemi, guidata dal tocco vigile del Gran Sacerdote e dei suoi fidi consiglieri, l'Arena non vedeva più un combattimento mortale da molti anni, e le brutture del mondo comune, come i mercati di schiavi, erano accuratamente nascoste alla vista del popolo.
Poi, un giorno, la montagna di fuoco si abbatté sulla città, sprofondandola nel fondo degli abissi. Il Tempio di Paladine, centro della città, venne proiettato direttamente nell'Abisso, ed al suo posto rimase un buco oscuro nel quale neanche gli elfi marini osano avventurarsi. Il Mare di Sangue di Istar prese il posto della bellissima città, il cui nome è dovuto all'acqua rossa, che vortica senza mai pace trascinando in superficie la terra che ricopriva le strade della città maledetta, e che secondo le leggende popolari rappresenterebbe il sangue di tutti gli innocenti morti in seguito al Cataclisma.
Per quanto riguarda la Torre dell'Alta Stregoneria di Istar, essa sorgeva nei pressi dell'antico Tempio di Paladine, ma i maghi vennero scacciati dal Re-Prete ed essa venne distrutta durante quelle che passarono alla storia come le Battaglie Perdute. Il suo bosco aveva il potere di far dimenticare agli intrusi il motivo della loro visita. L'effetto finiva una volta usciti dal bosco. Anche questo venne distrutto assieme alla sua torre prima del Cataclisma.
Istar viene visitata da Caramon, Raistlin, Tasslehoff e Crysania durante le loro avventure narrate nel primo libro delle Leggende, Il destino dei gemelli.

## K

### Kalaman
Kalaman è una piccola città affacciata sulla Baia di Thorodin, nell'estremo nord del continente di Ansalon. Posta a poca distanza da Palanthas, è un villaggio di pescatori che appartiene alla giurisdizione dei Cavalieri di Solamnia. Durante la Guerra delle Lance, la cittadina verrà visitata prima da Laurana nei panni del Generale Dorato, per festeggiare congiuntamente l'Alba di Primavera e la vittoria dei Cavalieri contro gli Eserciti dei Draghi, e successivamente da Tanis Mezzelfo e dai suoi compagni, portati lì dagli elfi del mare dopo il loro naufragio nel Mare di Sangue di Istar.

### Kenderhome
Patria dei kender, Kenderhome è praticamente l'Abisso per chiunque non appartenga alla loro razza. Quando un kender è "stanco" dei vagabondaggi, si insedia a Kenderhome per costituire un nucleo famigliare; va detto, nel caso passaste da quelle parti, che tutte le porte vengono lasciate aperte e che si può prendere dalle case qualsiasi cosa non sia inchiodato al pavimento.
Verrà completamente distrutta durante l'era dei mortali dal dragone Malystryx, che vi creerà il suo regno: la Desolazione. L'evento traumatico, e forse i poteri di Malys, faranno sì che i kender superstiti divengano degli "afflitti", una generazione di kender senza la loro proverbiale giovialità e immunità alla paura.

## L

### Losarcum
Località dove si trovava la Torre dell'Alta stregoneria di Losarcum.

## M

### Monte Nonimporta
Situato sull'isola di Sancrist, il Monte Nonimporta è in realtà un vulcano nelle cui viscere si cela la civiltà degli gnomi. La storia vuole che questo bizzarro nome sia stato dato alla montagna in occasione del primo incontro fra gnomi e Cavalieri di Solamnia, quando un Cavaliere ebbe la brutta idea di domandare agli gnomi quale fosse il nome che loro avevano dato al monte: per fermare il piccolo essere, che era subito partito con uno degli interminabili nomi tipici di quella razza ("un grande enorme altissimo cumulo costituito da diversi strati di roccia che noi abbiamo identificato come granito ossidiana quarzo con tracce di un altro minerale su cui stiamo ancora lavorando che ha un suo sistema interno di riscaldamento che stiamo ancora studiando per copiarlo prima o poi che riscalda la roccia a una data temperatura per cui si trasforma in stato liquido o gassoso che ogni tanto emerge in superficie e scorre lungo le pareti del grande enorme altissimo cumulo...") , si narra che il cavaliere abbia esclamato precipitosamente "Non importa!", stupendo gli gnomi per l'intensa emozione che si poteva trasmettere con così poche parole e battezzando così definitivamente l'imponente montagna.

## N

### Neraka
Villaggio isolato tra le montagne dove, durante la Guerra delle Lance, Takhisis edificò il suo tempio e costruì la capitale del suo impero, con a capo Lord Ariakas.
In questa città era presente la Pietra della Fondazione, trasportata lì da Takhisis stessa, dal Tempio di Istar. Attorno alla Pietra, la dea costruì appunto il suo tempio.

## P

### Palanthas
La bella città di Palanthas è considerata, e non a torto, una delle meraviglie di Krynn dai suoi abitanti e da coloro che vi giungono per piacere o per affari: la sua pianta è costruita come una ruota di carro, con al centro gli edifici più prestigiosi, ed ogni nuovo palazzo che vi viene edificato deve obbligatoriamente rispettare queste regole di simmetria, pena l'immediato abbattimento. L'amore per la bellezza, e la convinzione di essere invincibile grazie al presidio della Torre del Sommo Chierico, ha però portato i palanthiani a trascurare alcune delle più elementari norme di sicurezza in caso di guerra, come la creazione di una milizia cittadina: inoltre, soltanto la parte antica della città è cinta da mura (quella che viene comunemente chiamata Città Vecchia), mentre la Città Nuova ne è sprovvista poiché, secondo il governo cittadino, le mura hanno il difetto di "guastare il progetto d'insieme".
Governata da un Signore eletto fra i mercanti più facoltosi, Palanthas ha come più grande desiderio al mondo di mantenere inalterata la propria bellezza, e per fare questo è disposta anche a scendere a patti con i Padroni dei Draghi. L'unica macchia che crepa la sua perfezione è la Torre dell'Alta Stregoneria che sorge proprio al centro della città, circondata dal Boschetto di Shoikan: un edificio nero e contorto, che ispira terrore anche solo a guardarlo da lontano. Essa ospita comunque anche molti edifici importantissimi e prestigiosi, come il Tempio di Paladine, edificato dopo la riscoperta dei veri dèi da Elistan in persona, e la Grande Biblioteca di Astinus, dove si racchiudono i segreti di tutto Krynn.
Palanthas verrà toccata dalla guerra una sola volta, e cioè durante la folle impresa di Raistlin narrata nelle Leggende di Dragonlance. Per ordine di Kitiara, la città sarà percorsa in lungo e in largo dagli spettrali servitori di Lord Soth, che semineranno morte e distruzione per ogni dove: alla fine, comunque, la città sarà salvata dalla morte di Kitiara stessa, che provocherà la fine delle ostilità da parte di Lord Soth ed il ritiro delle sue truppe scheletriche, per godersi l'immortalità accanto alla sua nuova sposa.

### Pax Tharkas
Costruita in cooperazione tra gli elfi di Qualinesti, i nani di Thorbardin, e gli umani dell'Ergoth, la fortezza di Pax Tharkas ("Cittadella della Pace" in lingua elfica) era creduta essere il simbolo dell'amicizia tra le razze dopo le guerre fratricide.
Il Cataclisma la danneggiò seriamente. Fu vicino alla fortezza che le Guerre della Porta dei Nani scoppiarono.
Durante la Guerra delle Lance, la fortezza fu occupata dagli Eserciti di draghi rossi di Ansalon. Il Signore dei Draghi Verminaard si stabilì lì con il suo drago rosso Ember. Dopo che gli Eroi delle Lance attraversarono la fortezza, i nani di fosso si stabilirono permanentemente qui.

## Q

### Qualinost
Capitale del regno dei Qualinesti, come tutte le città elfiche è costruita in modo da non intaccare la bellezza del paesaggio circostanze, e vi si inserisce anzi perfettamente come se fosse un'estensione naturale del bosco degli elfi. Circondata da quattro sottili guglie di pietra bianca e argento, la città consta di pochi edifici scaturiti dalla maestria dei fabbri nani ed intagliati nel quarzo rosa, come pure i sentieri che si snodano attraverso gli alberi. L'edificio più importante della città è la Torre dei Soli, sede del consiglio cittadino e dimora del Presidente: un'altissima torre in oro e marmo bianco, decorata in modo da rappresentare il cielo verso il quale sembra tendere.
Qualinost verrà abbandonata dagli elfi nel corso della Guerra delle Lance, quando essi saranno costretti a rifugiarsi, insieme ai Silvanesti, nell'Ergoth del Sud. I suoi abitanti potranno comunque ritrovarla intatta alla fine della guerra, mentre i loro cugini non saranno altrettanto fortunati.
Durante la Guerra delle Anime la città verrà distrutta da Takhisis e allagata dal fiume che l'attraversava, dando vita al Lago della Morte.

### Que-shu
Villaggio natale di Goldmoon e Riverwind, Que-shu verrà completamente distrutta dagli Eserciti dei Draghi durante la Guerra delle Lance. Fortunatamente, parte della popolazione riuscirà a sopravvivere alla carneficina, così che Goldmoon potrà ricostituire il villaggio sulle sue ceneri alla fine della guerra.

## S

### Sanction
Capitale degli eserciti dei draghi malvagi, Sanction (in lingua originale "sanzione, punizione") è un'orrenda città situata circa al centro di Ansalon, addossata alle eruttanti bocche delle montagne note come Signori del Fato, e completamente sotto il dominio dei Signori dei Draghi. Le sue strade traboccano di eserciti, il cui quartier generale è costituito dal grande Tempio di Luerkhisis, posto proprio al centro del fiume di lava che sboccia dai vulcani a nord della città: questo fa sì che al suo interno regni sempre un calore soffocante, che i chierici della Regina Oscura riescono solo in parte a dissipare grazie alle loro ardenti preghiere.
Sanction costituirà il centro operativo degli eserciti del male durante il regno di Ariakas: alla sua morte, Kitiara preferirà spostare le operazioni a Dargaard Keep, la rocca di Lord Soth.

### Silvanost
Silvanost poteva essere stata un tempo una città superba e fiorente, di bellezza perfino superiore a quella della sua cugina Qualinost, ma ormai nessuno la ricorda per quello che era. La follia di re Lorac, infatti, l'ha trasformata in una terra d'incubo, popolata di spettri e suppurante sangue. Solo il sacrificio di quest'ultimo, e la sua sepoltura nella terra martoriata che tanto ha amato (usanza ritenuta barbara per gli elfi), daranno al popolo dei Silvanesti un barlume di speranza da dove poter cominciare a ricostruire, un pezzetto per volta, la loro casa tanto amata.
Durante l'Era dei Mortali gli elfi creeranno un'impenetrabile barriera a difesa della loro nazione, che li isolerà dal mondo per alcuni decenni. Solo all'arrivo di Mina, araldo della dea Oscura Takhisis (non ancora rivelatasi), la barriera verrà abbattuta. A seguito di questo Silvanost, i cui difensori si erano allontanati per combattere contro le forze di Takhisis, verrà invasa dall'impero dei Minotauri.

### Solace
Solace è la città d'origine dei compagni che costituirono il primitivo nucleo degli Eroi delle Lance. Fondata da profughi del Cataclisma, Solace giace ai piedi dei Monti Kharolis, nel bel mezzo di un bosco di vallenwood: sono questi degli alberi straordinariamente alti e possenti, capaci di reggere il peso di un'intera città. Solace è infatti una città aerea, e tutti gli edifici, ad eccezione della bottega del fabbro (poiché Flint Fireforge, in quanto nano, non ama particolarmente gli alberi), poggiano sulle fronde di questi meravigliosi colossi.
Essendo stata fondata da profughi del Cataclisma, Solace è sempre stata molto ospitale verso i viaggiatori che percorrono il continente di Abanasinia. Negli ultimi tempi, sotto il governo del Consiglio dei Grandi Cercatori di Haven, questa leggendaria ospitalità si è un po' ridimensionata, ma in seguito alla devastazione che colpirà Solace in seguito all'attacco dei draghi rossi la città tornerà, pian piano e con molta fatica, all'antico splendore.
Solace è la sede della Locanda dell'Ultima Casa, di proprietà di Otik Sandek, il quale poi passerà la gestione alla figlia adottiva Tika e a suo marito Caramon e da questi alle loro figlie femmine e all'unico superstite dei figli maschi, Palin.

### Solamnia
Patria degli omonimi Cavalieri, Solamnia è una terra verdeggiante che si estende a Nord del mare di Newsea e ad Ovest dei Monti Khalkist. La sua capitale è Solanthus, posta nella parte più meridionale della regione, tra i Monti Dargaard Meridionali e i Monti Garnet, ma il luogo più famoso e importante è di sicuro Palanthas: questa superba città si trova nell'estremo Nord del continente di Ansalon, racchiusa tra i monti Vingaard che ne cingono il lato meridionale ed affacciata a Nord sulla Baia di Branchala, e l'unico possibile accesso via terra è guardato dalla Torre del Sommo Chierico. Solamnia costituisce l'ultimo pezzo di terraferma al confine occidentale di Ansalon.

## T

### Taladas
Taladas è un intero continente all'interno della saga di Dragonlance, che si trova negli oceani settentrionali e inesplorati di Krynn. È circa due volte più grande di Ansalon e si trova a nord-est di questo. Per la maggior parte sconosciuta agli storici e ai conquistatori di Ansalon, i segreti di Taladas sono molti.
Taladas è una terra molto insolita che si trova in una parte lontana di Krynn. La maggior parte dei fan di Dragonlance ha infatti familiarità con Ansalon, con le sue terre, gli eroi, e le lotte. Le terre di Taladas forniscono tutte nuove avventure e culture da esplorare.
Taladas è stato governato da un impero di maghi-imperatori, l'impero di Aurim, che è stato distrutto lo stesso giorno di Istar. Il Cataclisma ha infatti drasticamente cambiato Taladas durante la notte. Una singola, massiccia montagna di fuoco colpì infatti una regione di aperte pianure che era il centro di Taladas, e la pioggia di fuoco distrusse l'impero di Aurim e aprì una voragine nel centro del continente, che invece di essere invasa dalle acque, fu inghiottita dalla roccia fusa in un grande calderone di lava. Il calore generato da questo evento bruciò le terre intorno vetrificandole e incenerendole, nonché producendo gas velenosi che sterminarono molte delle razze che vi abitavano. L'impatto fu tremendo. La terra stessa si laceró, portando alla creazione di una vasta regione di ribollente roccia fusa e rimodellando i mari. Nuove catene montuose furono risvegliate in un furore di vulcani, terremoti ed eruzioni scossero la terra, e si crearono o vennero trasformati nuovi territori.
La Taladas che uscì fuori dal Cataclisma era un continente che aveva ormai perso molti dei segreti del passato, ma che vide la formazione di nuovi e potenti regni. Alcune aree infatti sopravvissero a quella che gli abitanti di Taladas chiamano la grande distruzione. Sulle isole Rainward, i rifugiati costruirono nuovi regni. Inoltre, nelle giungle meridionali di Nerone e nel nord nevoso del Panak, tribù di selvaggi dimorano con creature mostruose. Gli gnomi navigano per il mare infuocato grazie alla Flotta di Fuoco, costituita da navi di acciaio, e vivono lungo le sue rive. Al momento la Lega Imperiale dei Minotauri è l'unico vero e proprio impero, che ha coperto tutte le parti abitabili del Nord Hosk (dove vivono delle tribù nomadi), ad eccezione di Thenol, un regno oscuro governato da sacerdoti degli dei del male, e Armach, sede degli elfi. La Lega Imperiale è governata da minotauri, e ha molta influenza nel nord. A differenza di Ansalon, Taladas è stato relativamente poco trattato da romanzi e moduli di gioco. Taladas non è stato coinvolto nella Guerra delle Lance.
Il continente di Taladas è stato introdotto ai tempi del set da gioco "Time of the Dragon" nel 1989, da David "Zeb" Cook.

### Tarsis
Ai tempi precedenti al Cataclisma, Tarsis la Bella era giustamente considerata la capitale di Abanasinia: porto marino di eccezionale importanza per i suoi commerci, Tarsis era famosa per le sue "navi dalle bianche ali" che salpavano per ogni dove e riportavano con sé gli oggetti più disparati.
Poi, la notte del Cataclisma, quando la montagna di fuoco cadde dal cielo, una voragine si aprì nel punto dove c'era stata Istar. Quando si levò il sole, il mare era scomparso da Tarsis, e le belle navi giacevano spiaggiate sulla terraferma. Da allora, la fortuna della bella città non ha fatto che calare, ed i suoi cittadini hanno sviluppato una vera e propria avversione per tutto il resto del mondo.
Gli Eroi delle Lance giungeranno a Tarsis nel suo momento più drammatico, quando essa sarà rasa al suolo dal fuoco dei draghi rossi: qui, la compagnia sarà spezzata, per non rincontrarsi mai più integra come prima.

### Thorbardin
Thorbardin è l'antica dimora della montagna dei nani. È situata in profondità sotto le montagne Kharolis. La città è composta da quattro quartieri separati situati intorno a un grande mare sotterraneo, chiamato Mare Urkhan. Una grande stalagmite sorge dal mare, e ospita le Sale dei cinque Thane così come diverse strutture governative. I quattro distretti circostanti si chiamano Klar, Hylar, Theiwar, e Diewar. A Nord e Sud della città si trovano due cancelli: Southgate e Northgate. Southgate porta alle Pianure della Polvere, mentre Northgate (che custodiva l'accesso alla Piana della Morte) è stato completamente distrutto. I mezzi per sostenere gli abitanti sotterranei sono forniti da labirinti di coltivazioni, dove si ottengono i raccolti. La luce della superficie è fornita grazie a dei cunicoli di cristallo che riflettono la luce all'interno. Molto al di sotto della città si trovano profondi Corridoi, dove, nel buio e nella segretezza assoluta, vengono realizzati molti tipi di magie oscure e complotti malvagi (quasi sempre da coloro che sono del distretto di Theiwar).

### Torre del Sommo Chierico
La Torre del Sommo Chierico è una costruzione dalla forma bizzarra, che può momentaneamente sconcertare se non se ne conosce lo scopo (come accade a Flint Fireforge non appena vi arriva). Essa è infatti circondata da una cinta muraria che presenta tre grossi portali, una strana caratteristica poiché tre porte sono molto più difficili da difendere di una sola: ad ogni portale corrisponde poi un enorme corridoio, di ampiezza tale da lasciar passare un drago e pieno di nicchie e cancelli, ed i tre corridoi confluiscono proprio al centro della Torre ("Come invitare i nemici a prendere il tè!").
L'intera Torre continua a sembrare una costruzione progettata nella maniera più stupida possibile, finché non si scopre che nella stanza più interna è custodito un globo dei draghi: allora la sua funzione diventa improvvisamente chiara. Il globo, richiamando i draghi in maniera irresistibile, li obbliga a passare per i portali e ad infilarsi nei corridoi, che per quegli enormi rettili sono piuttosto stretti: a questo punto, i cancelli puntuti calano dall'alto ed imprigionano la bestia, e i Cavalieri nascosti nelle nicchie sono liberi di infilzarli a morte con le dragonlance senza correre alcun rischio.
Costruita a bloccare l'unico valico tra i Monti Vingaard, la Torre del Sommo Chierico è un passaggio obbligato per quanti vogliono giungere a Palanthas e, sotto l'acuto presidio dei Cavalieri di Solamnia, ha sempre impedito che la bella città fosse anche solo lontanamente sfiorata dalla guerra. Durante la prima trilogia, le sue mura si sono macchiate del sangue di Sturm Brightblade, trafitto dalla lancia di Kitiara per aver voluto difendere i bastioni fino alla morte. Sarà soltanto durante la lotta contro Raistlin che la Torre verrà oltrepassata dagli Eserciti dei Draghi, grazie ad un ingegnoso uso delle cittadelle volanti da parte di Kitiara.

### Torre dell'Alta Stregoneria di Wayreth
È per molto tempo l'unica Torre dell'Alta Stregoneria sopravvissuta alle Battaglie Perdute, prima che Raistlin Majere rivendichi a sé e faccia rinascere la Torre di Palanthas.
La Torre dell'Alta Stregoneria di Wayreth si trova approssimativamente a Sud della foresta elfica di Qualinesti, ma non esistono in tutto Ansalon due mappe che la individuino esattamente nello stesso luogo: questo perché la Foresta di Wayreth, che circonda e protegge l'omonima Torre, è in grado di spostarsi a seconda del volere del Capo del Conclave, che la fa muovere nottetempo incontro agli ospiti che siano stati invitati a passare qualche tempo all'interno della Torre.
La foresta magica di Wayreth è un luogo pieno di pericoli, ed i suoi alberi sono in grado di diventare sempre più minacciosi per tutti coloro che cerchino di varcarne i confini con la forza; tuttavia, se l'intruso gode della benevolenza dell'Arcimago della Torre, la foresta si fa subito più accogliente e circonda magicamente l'ospite, di modo che in qualunque direzione egli si allontani gli sia impossibile allontanarsi dagli alberi. L'Arcimago della Torre è inoltre in grado di controllare il tempo atmosferico entro i confini della Foresta, in modo tale da scatenare la pioggia o il sole a suo piacimento.
Alla fine delle Battaglie Perdute, il Sommo Sacerdote di Istar ha concesso ai maghi di tenere la Torre di Wayreth, a patto che abbandonassero tutte le altre superstiti nelle sue mani: pertanto, dopo la maledizione della Torre di Palanthas, la Torre di Wayreth si è riempita di tutti gli oggetti magici che i maghi sono riusciti a salvare dalla distruzione delle altre torri. In tempi più recenti, questa torre è diventata il luogo ideale per studiare la magia e per compiere scambi fruttuosi, in ragione dei numerosissimi libri ed artefatti che sono ivi custoditi. Inoltre, è proprio qui che si svolge, ad intervalli regolari, il Conclave dei Maghi, nel quale i capi e gli esponenti più di rilievo dei tre ordini si incontrano per discutere degli accadimenti importanti che si profilano all'orizzonte.
La Torre di Wayreth, dove tutti i novizi si recano ad affrontare la micidiale Prova, è costituita da due torri principali di lucida ossidiana nera, circondate da un muro di forma di triangolo equilatero e che ha tre torri più piccole posizionate su ciascuno degli angoli. All'interno del muro si trova il giardino, nel quale crescono una grande varietà di piante, ma si trovano anche cortili, camere accoglienti per gli ospiti, immense biblioteche piene di tutti i libri che scamparono alla distruzione durante le Battaglie Perdute. Ma la Sala più importante è senza dubbio quella in cui si riunisce il Conclave dei Maghi, costituita da un basso soffitto di pietra nera di cui non si vede la fine. È una stanza molto buia e rischiarata da alcune fredde luci di natura magica. Una luce bianca pervade la camera ed illumina ventuno seggi di pietra disposti a semicerchio e corredati da cuscini, sette neri, sette rossi e sette bianchi; al centro del semicerchio c'è un seggio di poco più grande degli altri, quello riservato al capo del Conclave. Non esistono entrate o accessi normali alla Sala dei Maghi: l'unico modo per accedervi è attraverso mezzi magici; nessuno vi è ammesso, a meno che i maghi stessi non lo trasportino all'interno con un incantesimo.
sommità delle mura sono prive di bastioni, perché le difese sono costituite da potenti magie. Le nera mura della Torre di Wayreth, completamente ricoperte di rune, furono edificate per mezzo della magia nella notte dei tempi e costituiscono parte integrante delle sue difese. Nessuna arma esistente al mondo può scalfire la loro superficie. Non ci sono guardie di sorta ai cancelli: non ce n'è bisogno. Una volta oltrepassati questi, colui che si avventura nella torre si trova ad attraversare un vasto cortile lastricato di pietre grigie. Il cortile appare vuoto ad una prima occhiata, ma chiunque lo attraversi si renderà immediatamente conto che in realtà esso pullula di persone. È infatti attraversato da una serie di corridoi della magia che i maghi percorrono con regolarità nel recarsi alla torre per assolvere ad incarichi ufficiali o per affari personali. Chi non vi è abituato non può scorgere questi viandanti che percorrono i nascosti sentieri della magia, ma possono avvertire in qualche modo il loro passaggio, attraverso le voci che scaturiscono dal nulla, improvvise folate d'aria o l'apparire appena intravisto e fugace di una mano o di un piede.
Un visitatore che attraversa il cortile - se invitato dai maghi - viene magicamente trasportato in una delle tante e sontuose stanze della torre riservate agli "ospiti", paragonabili alle più lussuose stanze delle migliori locande di Krynn. I visitatori non desiderati (sempre che siano riusciti ad arrivare tanto lontano), invece, vengono trasportati al cospetto del Conclave o nei sotterranei. I dungeons sotto la torre, a quanto si dice, sembrano essere dannatamente letali. In effetti, coloro che vi sono entrati non hanno mai fatto ritorno o, per lo meno, non sono mai riusciti a raccontarlo.
Un mago dell'ordine che viene a risiedere alla torre (sia per un breve periodo o per il resto della sua vita) riceve una stanza e l'arredamento in base al proprio livello. Studenti ed apprendisti hanno le loro stanze allo stesso livello di quelle riservate agli ospiti; maghi di rango più alto possiedono appartamenti più eleganti in vetta alla torre. Non ci sono serrature a nessuna porta: tutti i maghi rispettano l'inviolabilità della proprietà altrui.
In questa Torre Raistlin Majere affrontò la sua Prova, e qui compì il fatale incontro che cambiò per sempre la sua vita.

### Torre dell'Alta Stregoneria di Palanthas
Ai tempi dell'Era dei Forti, la Torre dell'Alta Stregoneria di Palanthas era un bellissimo edificio in marmo bianco circondato da cancellate d'oro, ed era governata da una Veste Bianca saggia e benevola. Dopo la fine delle Battaglie Perdute, però, i maghi furono costretti a riorganizzare a malincuore i propri averi e cercarono di spostare la maggior parte dei libri e dei potenti artefatti magici dalle varie torri sparse per Ansalon alla Torre di Wayreth, l'unica che era stato loro permesso di tenere. La prima torre ad essere abbandonata, delle tre scampate alla distruzione, fu quella di Istar, che venne subito occupata dal Re Prete in pompa magna; subito dopo, toccò a quella di Palanthas.
I libri erano già stati spostati in parte a Wayreth e in parte nella Grande Biblioteca di Astinus, e tutta la popolazione della città era assiepata sulla piazza della città per assistere allo spettacolo: a completare la cerimonia di sottomissione rimaneva solo il passaggio della sottile chiave d'argento, che rappresentava il simbolo del potere sulla Torre, dalle mani dell'Arcimago a quelle del Signore di Palanthas, bramoso di prendere possesso dell'antico luogo magico. Lo scambio stava per avvenire, quando all'improvviso, da una delle finestre più alte della Torre, proprio sul cornicione che sarebbe rimasto celebre col nome di Passatoia della Morte, apparve una Veste Nera che gridò «La porta rimarrà chiusa e i corridoi vuoti sino al giorno in cui il Padrone del Passato e del Presente non tornerà con il potere». Detto questo, il mago si lanciò dalla passatoia e si impalò sull'inferriata sottostante, dopodiché, con il suo ultimo respiro, lanciò una maledizione sulla torre: e dove il suo sangue aveva toccato la ringhiera d'oro, questa si annerì e si contorse come un serpente, e l'intera torre diventò nera come la notte e così orribile che la folla si disperse urlando, mentre sull'antica piazza sorgeva, un albero dopo l'altro, il Boschetto di Shoikan, già popolato di tutti i suoi abominevoli guardiani assetati di sangue.
La Torre non ha mai abbandonato il suo aspetto putrescente, nemmeno dopo che il legittimo padrone profetizzato dalla folle Veste Nera (ossia nientemeno che Raistlin Majere) è tornato ad occupare il posto che gli spettava. I guardiani non-morti sorvegliano i suoi confini, ma la protezione più potente è data dallo stesso Boschetto di Shoikan, la cui vista è talmente terrificante da scoraggiare persino i kender, che sono noti in tutto Ansalon per non avere paura di niente. Neppure i draghi, le creature più magiche che popolino Krynn, osano avvicinarsi alla Torre: nemmeno il Padrone più forte, infatti, è in grado di convincerli ad atterrare all'interno dei confini del Boschetto di Shoikan, che persino essi temono più della morte stessa. I guardiani della Torre popolano l'intero perimetro attorno e dentro la Torre, sempre assetati di sangue caldo, dotati del potere di uccidere con il tocco più lieve delle dita: soltanto l'Arcimago della Torre ha infatti il potere di controllarne la volontà, sebbene persino egli debba guardarsi dal minimo cedimento delle proprie forze, per non essere attaccato dai suoi stessi servitori.

### Torre dell'Alta Stregoneria di Losarcum
Questa Torre era protetta da un suo bosco che causava negli intrusi forti passioni incontrollabili, tali da farli agire in modo illogico e apparentemente folle. Poteva causare odio, amore, desiderio, vendetta e molti altri tipi di sentimenti estremi. Questa fortezza venne distrutta assieme al suo bosco dagli stessi maghi prima del Cataclisma, in quelle che passarono tristemente alla storia come le Battaglie Perdute.

### Torre dell'Alta Stregoneria di Daltigoth
Il bosco della Torre di Daltigoth era incantato in modo da suscitare in qualsiasi essere vivente un sonno profondo. Gli intrusi venivano depositati dentro o fuori dal perimetro mentre dormivano, a seconda delle loro intenzioni. Il bosco e la Torre andarono distrutti prima del Cataclisma, in origine si trovavano nell'area meridionale dell'Ergoth.

## W

### Wayreth
Località dove si trova la celebre Torre dell'Alta Stregoneria di Wayreth.

## X

### Xak-Tsaroth
Xak Tsaroth era una città dal commercio davvero prospero, fondata dai Cavalieri di Solamnia,
che fu distrutta durante il Cataclisma. Arroccata sul lato di una collina, è precipitata all'interno di un burrone ed è stata dimenticata dal resto del mondo civilizzato. I nani dei burroni hanno poi cominciato ad abitare la città sotto il dominio del clan Bulp, accanto ai Glups e i Sluds. Durante la Guerra delle Lance, è stata abitata dalle forze draconiche sotto il comando del Signore dei Draghi Verminaard, ed era la tana di un drago nero, Khisanth. La città fortificata fu visitata dagli Eroi delle Lance in "I draghi del crepuscolo d'autunno".
Qui i compagni affrontano varie peripezie.
Le rovine sono state completamente distrutte quando Goldmoon ha ucciso il drago con il suo Bastone, e le scosse derivanti hanno causato il collassamento della città, tanto che il Mare Nuovo (Newsea) l'ha rivendicata a sé.
In "L'ordalia di Riverwind", Riverwind Figlio di Wanderer, Catchstar (Catchflea), e Di Un, trovano Xak Tsaroth mentre stanno lasciando la città elfica sotterranea di Host. Sono tenuti prigionieri, e qui Catchflea viene ucciso. Sia in "L'ordalia di Riverwind", che nelle Cronache di Dragonlance, Xak Tsaroth è menzionata da Riverwind come "la città in cui la morte ha le ali nere."
Tracy Hickman, nelle Cronache annotate (1999) spiega che il nome della città significa "Luogo d'Incontro" in Solamnico.

## Z

### Zhaman
Zhaman fu una magica fortezza eretta nel bel mezzo delle Pianure della Polvere, vicino a Thorbardin, e si narra che non furono le mani amorevoli dei nani ad erigerla, bensì la magia a farla letteralmente spuntare dal suolo. Qualunque fosse il motivo, le voci che giravano sulla fortezza, di spettri che si aggiravano inquieti tra le sue mura, erano così inquietanti che né gli umani né i nani amavano avvicinarsi ad essa per alcun motivo.
Durante il regno del Gran Sacerdote di Istar, Zhaman fu scelta come sede dai maghi per nascondervi il Portale che si trovava nella Torre di Palanthas, per proteggerlo dalle mire del Re Prete stesso. Fu qui a Zhaman che si diressero Fistandantilus prima, e Raistlin poi, per aprire il Portale e compiere il loro mortale viaggio verso l'Abisso, ma l'esito del loro viaggio fu identico: mentre pronunciavano l'incantesimo adatto, lo gnomo Gnimsh (per Fistandantilus) o Caramon e Tas (per Raistlin) azionarono il congegno magico per i viaggi nel tempo, interferendo nell'incantesimo del mago e provocando una forte esplosione. La potenza dell'incantesimo fallito provocò la distruzione delle fondamenta della fortezza, che crollò su se stessa assumendo l'inquietante forma di un teschio sogghignante. In seguito a questo avvenimento, il Portale fu riportato alla Torre di Palanthas.